# Cistocele
Un cistocele (conosciuto anche con il nome di prolasso della vescica), è una condizione medica in cui la vescica di una donna protrude attraverso la sua vagina. Alcune pazienti affette da questo disturbo sono asintomatiche. Altre possono avere problemi nell'iniziare la minzione, incontinenza urinaria, pollachiuria o minzione imperiosa. Le complicanze possono includere infezioni ricorrenti delle vie urinarie e ritenzione urinaria. Il cistocele si associa spesso a un uretrocele e in questo caso la condizione viene chiamata cistouretrocele. 
Le cause includono parto, stitichezza, tosse cronica, ripetuto sollevamento di pesi, isterectomia, sovrappeso familiarità. 
Il meccanismo sottostante comporta l'indebolimento dei muscoli e del tessuto connettivo tra la vescica e la vagina. La diagnosi è spesso basata sull'anamnesi e l'esame obiettivo.
Se il cistocele causa pochi sintomi, evitare di sollevare pesi o sforzi eccessivi può essere tutto ciò che è necessario raccomandare al paziente. Nei soggetti con sintomi più significativi si può raccomandare un pessario vaginale, esercizi di rinforzo dei muscoli pelvici o un intervento chirurgico. Il tipo di intervento chirurgico cui si ricorre più frequentemente è noto come colporrafia. La possibilità che si verifichi un cistocele diviene più comune con l'età avanzata: circa un terzo delle donne ultracinquantenni ne sono affette, in misura variabile, e la condizione influisce spesso in modo molto negativo sulla qualità di vita della paziente.

## Storia

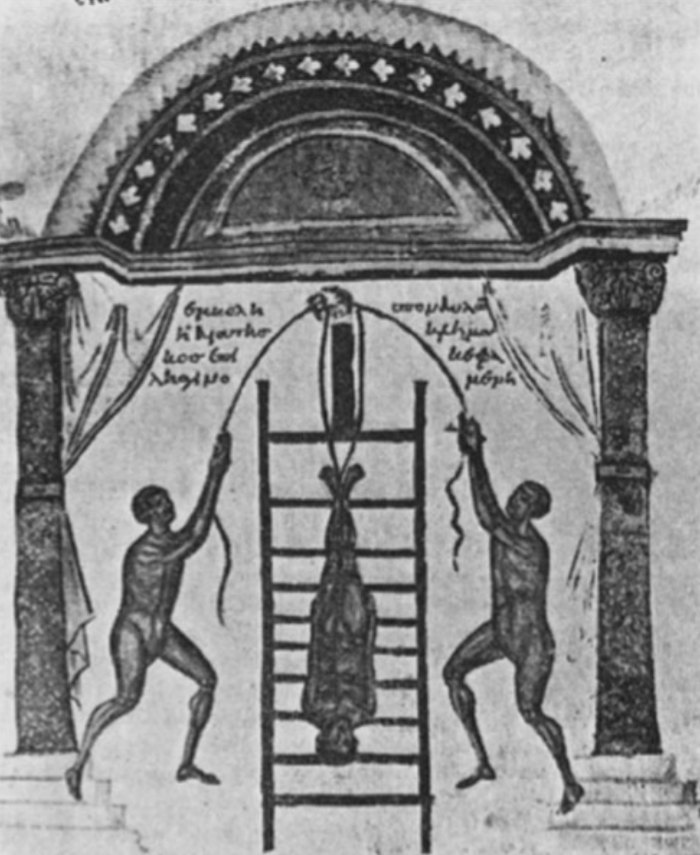
L'antico metodo greco per il trattamento del cistocele e del prolasso degli organi pelvici

Il cistocele è menzionato in molte culture e nel corso di diverse epoche storiche. 
Nel 1500 aC nel papiro egiziano Kahun il cistocele viene descritto come "caduta dell'utero".
Nel 400 aC Euryphon, un medico greco contemporaneo di Ippocrate, ci ha lasciato documentate le sue osservazioni e trattamenti, proponendo per il trattamento del cistocele di appendere la paziente legata a una struttura a forma di scala, in modo tale che la sua testa fosse verso la parte inferiore e il bacino verso l'alto, quindi di farla oscillare su e giù, più o meno rapidamente, per circa 3-5 minuti. In questo modo l'antico medico greco riteneva che gli organi prolassati del tratto genitale sarebbero stati riportati nella loro posizione originale, grazie alla forza di gravità e al movimento impresso.
Ippocrate aveva le sue teorie sulla causa del prolasso. Egli riteneva che un parto recente, i piedi bagnati, gli "eccessi sessuali", lo sforzo e la fatica potessero contribuire allo svilupparsi della condizione. Polybus, il genero di Ippocrate, scrisse: "un utero prolasso è stato trattato usando lozioni astringenti locali, una spugna naturale confezionata nella vagina o il posizionamento di mezzo melograno sempre nella vagina".
Nel 350 d.C., un altro medico e ginecologo greco, Sorano d'Efeso descrisse i suoi trattamenti che affermavano che il melograno doveva essere immerso nell'aceto prima di essere inserito in vagina. Il successo della procedura veniva decisamente migliorato se la donna era mantenuta a riposo a letto e riduceva l'assunzione di liquidi e di cibo. Se sfortunatamente il trattamento non aveva successo, era necessario provare a legare insieme le gambe della donna per un periodo di tre giorni.
Nel 1521, Berengario da Carpi eseguì il primo intervento chirurgico per il prolasso. L'intervento consisteva nel legare una corda attorno al prolasso, mantenerla serrata per due giorni e infine tagliarla. Vino, aloe e miele venivano quindi applicati al moncone.
Nel 1700, un ginecologo svizzero, Peyer, pubblicò un'attenta descrizione di un cistocele. Peyer fu in grado di descrivere e documentare in modo molto preciso sia il cistocele che il prolasso uterino. Nel 1730, Halder associò il cistocele al parto. In questo stesso periodo, i medici si applicarono alla ricerca di una terminologia standardizzata che è sostanzialmente quella ancora oggi in uso.
Nel 1800, i progressi nel campo della chirurgia, dell'anestesia, ma anche dei materiali di sutura, unitamente all'accettazione ed applicazione delle teorie dell'antisepsi di Joseph Listers, contribuirono a migliorare notevolmente i risultati per le donne affette da cistocele. Le prime nuove tecniche chirurgiche furono praticate e sperimentate su cadaveri femminili.
Nel 1823, Geradin propose che un'incisione e una resezione potessero costituire un adeguato trattamento del disturbo. Nel 1830, la prima dissezione della vagina fu eseguita da Dieffenbach su una donna vivente.
Nel 1866 fu proposto un metodo per la correzione del cistocele che per molti aspetti richiamava le attuali procedure. Successivamente un altro chirurgo, Sim, sviluppò una diversa procedura che non richiedeva la dissezione a tutto spessore della parete vaginale.

## Epidemiologia
Circa un terzo delle donne di età superiore ai 50 anni sono colpite in una certa misura dal disturbo, che può avere un forte impatto sulla percezione del corpo della donna e sulla sua sessualità. Si prevede che con l'invecchiamento generale della popolazione la prevalenza di questo disturbo verrà ad aumentare in modo marcato nei prossimi anni.
Gli studi di prevalenza del cistocele (e più in generale del prolasso di organi pelvici) sono molto variabili e spesso discordanti, probabilmente a causa del fatto che molte donne affette da questo disturbo sono sostanzialmente asintomatiche.
In uno studio eseguito negli Stati Uniti nel 2008 (studio che non distingueva tra cistocele, ureterocele, enterocele e rettocele) eseguito su quasi 2000 donne, è stato evidenziato come il 2,9% delle intervistate aveva avuto un'esperienza di rigonfiamento o sensazione di qualche organo che stesse per cadere fuori dalla zona vaginale.

## Cause
Un cistocele si verifica quando i muscoli, la fascia, i tendini e il tessuto connettivo tra la vescica e la vagina di una donna si indebolisce o va incontro a distacco. Il tipo di cistocele che si può sviluppare può essere dovuto a uno, due o tre difetti nell'ancoraggio della parete vaginale: il difetto della linea mediana, il difetto paravaginale e il difetto trasversale. Il difetto della linea mediana è un cistocele causato da una sovradistensione della parete vaginale; il difetto paravaginale è la separazione del tessuto connettivo vaginale all'arco tendineo della fascia pelvica; il difetto trasversale è quando la fascia pubocervicale si stacca dalla parte superiore (apice) della vagina.
È possibile riscontrare un parziale prolasso pelvico nel 40-60% delle donne che hanno partorito. Lesioni muscolari sono state identificate in molte donne con cistocele. È più probabile che queste lesioni si verifichino nelle donne che hanno partorito rispetto alle nullipare (il termine con cui si designano le donne che non hanno mai partorito).
Queste lesioni muscolari determinano un minor sostegno alla parete vaginale anteriore.
Alcune donne con disturbi del tessuto connettivo sono predisposte allo sviluppo di distacco della parete vaginale anteriore. Fino a un terzo delle donne con sindrome di Marfan ha una storia di distacco della parete vaginale, e si è ipotizzata (ma non ancora dimostrata) una possibile relazione con i livelli di fibrillina-1. La sindrome di Ehlers-Danlos nelle donne è frequentemente associata al disturbo e sembra avere un tasso di ricorrenza di 3 su 4.

### Fattori di rischio
I fattori di rischio per lo sviluppo di un cistocele sono:
- Attività lavorativa che comporta una storia di sollevamento di carichi pesanti
- Gravidanza e parto[22][23]
- Malattia polmonare cronica/fumo di sigaretta
- Storia familiare di cistocele[24][25]
- Attività fisica eseguita in modo non corretto
- Etnia (il rischio è maggiore per gli ispanici e i bianchi)[26]
- Ipoestrogenismo
- Trauma del pavimento pelvico
- Disturbi del tessuto connettivo
- Spina bifida
- Isterectomia[27]
- Trattamento per cancro a carico degli organi pelvici
- Parto: c'è una correlazione con il numero di nascite
- Parto distocico (in particolare se avvenuto con utilizzo del forcipe)
- Età[22][23][28]
- Pressione intraddominale cronicamente elevata[27]
- Broncopneumopatia cronica ostruttiva
- Costipazione[29][30]
- Obesità[23][31]

I disordini del tessuto connettivo predispongono le donne allo sviluppo di cistocele e al prolasso di altri organi pelvici. La resistenza alla trazione dei tessuti della parete vaginale diminuisce quando la struttura delle fibre di collagene cambia e si indebolisce.

## Classificazione
Il cistocele può essere classificato come apicale, mediale, laterale o mediolaterale.
- Cistocele apicale: si trova nel terzo superiore della vagina. Le strutture coinvolte sono la fascia endopelvica e i legamenti. I legamenti cardinali e i legamenti uterosacrali sospendono la cupola vaginale superiore. Si ritiene che il cistocele in questa regione della vagina sia dovuto a un difetto del legamento cardinale.[15][33]
- Cistocele mediale: si forma nella vagina media ed è correlato a un difetto nella sospensione dovuto in particolare a un deficit del sistema di sospensione sagittale nei legamenti uterosacrali e nella fascia pubocervicale. La fascia pubocervicale può assottigliarsi o strapparsi e creare così il cistocele. Questo tipo di cistocele può essere valutato molto bene eseguendo una risonanza magnetica.[15][33]
- Cistocele laterale: si forma quando si sviluppa un difetto a carico del muscolo pelviperineale e delle sue strutture legamentose e fasciali. I legamenti e le fasce formano una sospensione "a forma di amaca" che dà supporto alla parete laterale della vagina. Difetti in questo sistema di supporto laterale si traducono in una mancanza di supporto della vescica. Si forma così un cistocele che viene a discendere lateralmente lungo la parete del canale vaginale. Questo tipo di cistocele è associato a uno squilibrio anatomico tra la parete vaginale anteriore e l'arco tendineo fasciale pelvico - la struttura essenziale del legamento.[15][33]

Dal 1996 è disponibile uno strumento il POP-Q (pelvic organ prolapse quantification) che quantifica la discesa del cistocele nella vagina.
Il POP-Q fornisce una descrizione affidabile del supporto della parete vaginale anteriore, posteriore e apicale.
Il POP-Q fa ricorso a precisi punti di riferimento (l'imene) e fornisce delle misurazioni oggettive. Il cistocele e il prolasso della vagina dovuto ad altre cause sono descritti facendo riferimento ai criteri del POP-Q e possono variare da un punteggio che prevede l'inclusione nello stadio 0 o I (buon supporto e nessuna discesa nella vagina) allo stadio IV (prolasso oltre l'imene).
Il POP-Q è anche utilizzato per quantificare il movimento di altre strutture nel lume vaginale e l'entità della loro discesa.
Sono stati elaborati anche altri sistemi di classificazione: tra questi uno dei più usati è il sistema di stadiazione di Baden e Walker (noto anche come Half Way System), un sistema che fornisce un approccio agli svariati problemi che possono coesistere in un paziente affetto da disturbi plurimi del pavimento pelvico. Questo sistema prevede diverse classi che vanno dal grado 0 (nessun prolasso), al grado 1 (a metà strada verso l'imene), al grado 2 (viene raggiunto l'imene), al grado 3 (cistocele, la vescica affonda abbastanza da raggiungere l'apertura della vagina), e infine al grado 4 (la vescica si gonfia attraverso l'apertura della vagina).

## Sintomatologia
I sintomi di un cistocele sono variabili e possono includere:
- Sensazione di gonfiore o pienezza vaginale
- Sensazione di imminente fuoriuscita di qualche organo attraverso la vagina[26]
- Sensazione di pesantezza o pienezza pelvica[29]
- Difficoltà a iniziare una minzione di urina
- Sensazione di minzione incompleta
- Minzione frequente o imperiosa[29]
- Incontinenza fecale
- Infezioni delle vie urinarie frequenti o ricorrenti[29]
- Dolore dorsale/lombare e pelvico
- Affaticabilità
- Dispareunia (rapporti sessuali dolorosi)[29]
- Sanguinamento vaginale
- Incontinenza vescicale
- Ritenzione urinaria dovuta ad incompleto svuotamento vescicale

### Complicanze
Le complicazioni del disturbo possono includere la ritenzione urinaria, le infezioni ricorrenti del tratto urinario e l'incontinenza. La parete vaginale anteriore può effettivamente sporgere attraverso l'apertura della vagina. Questo può interferire pesantemente con l'attività sessuale. Le infezioni ricorrenti del tratto urinario sono inoltre comuni in coloro che sviluppano una ritenzione urinaria.

## Diagnosi
Esistono due tipi di cistocele. Il primo tipo è dovuto alla distensione. Si ritiene che questo tipo sia dovuto al sovradimensionamento della parete vaginale e che sia il più delle volte associato all'invecchiamento, alla menopausa e al parto vaginale. Il secondo tipo è invece correlato alla dislocazione, ovvero ad un distacco o allungamento anomalo del tessuto di supporto.
La valutazione iniziale del cistocele può includere un esame pelvico per valutare la perdita di urina quando alla paziente viene chiesto di effettuare una manovra di Valsalva; nel contempo viene misurata la parete vaginale anteriore e si verifica l'eventuale comparsa di un cistocele. L'ecografia vescicale può essere utilizzata per valutare il cosiddetto ristagno post-minzionale (la quantità di urina che rimane in vescica dopo la minzione).
Una cistouretrografia minzionale è un test di tipo radiologico, che comporta l'utilizzo di raggi X per visualizzare le basse vie escretrici (e in particolare vescica urinaria ed uretra) ed il loro comportamento durante la minzione. Questa procedura radiologica mostra la conformazione della vescica e consente al medico di vedere eventuali problemi che potrebbero interrompere, in tutto o in parte, il normale flusso di urina.
L'esecuzione di un'urinocoltura (un esame microbiologico che si propone di identificare la presenza di microorganismi nelle urine) e di un'antibiogramma (cioè un test di sensibilità di eventuali microrganismi identificati) può essere utile per valutare la presenza di un'infezione delle vie urinarie che potrebbe essere correlata alla ritenzione urinaria. È poi possibile eseguire altri test più specifici per trovare o escludere problemi in altre parti del sistema urinario.
In diagnosi differenziale è necessario considerare possibili processi infiammatori a carico delle ghiandole inguinali e delle ghiandole di Bartolini.

## Trattamento
Le opzioni di trattamento sono diversificate e vanno da nessun trattamento (nel caso di un cistocele lieve) fino a un intervento chirurgico (nel caso di un cistocele molto esteso e che comporta una sintomatologia penosa). Il trattamento generalmente non è indicato per quelle donne che hanno un prolasso sostanzialmente asintomatico.
Se un cistocele non è fastidioso, il medico può limitarsi a raccomandare di evitare il sollevamento di pesi gravosi o sforzi eccessivi che potrebbero causare il peggioramento del cistocele. Se i sintomi sono moderatamente fastidiosi, il medico può raccomandare l'utilizzo di un pessario vaginale, ovvero di un dispositivo che viene posto nella vagina per tenere in posizione la vescica e bloccare la protrusione. 
Indipendentemente dal grado di cistocele l'intervento chirurgico può risultare opportuno se lapaziente accusa sintomi quali ostruzione urinaria o idronefrosi, spesso attribuibili a "inginocchiamento" cronico del giunto ureterale.
Il trattamento può consistere in una combinazione di terapia non chirurgica e chirurgica. La scelta del trattamento è anche correlata all'età della paziente, al desiderio di avere figli, alla gravità della menomazione, al desiderio di continuare i rapporti sessuali e deve tenere in conto altre malattie da cui può essere affetta la paziente.

### Trattamento non chirurgico
Il cistocele viene spesso trattato con mezzi non chirurgici:
- Pessario: si tratta di un dispositivo rimovibile inserito nella vagina per sostenere la parete vaginale anteriore. I pessari sono disponibili in diverse forme e dimensioni. È possibile che a seguito del loro utilizzo possano verificarsi delle complicazioni.
- Rinforzo della muscolatura del pavimento pelvico: gli esercizi eseguiti per rafforzare la muscolatura del pavimento pelvico e quindi migliorare il supporto vaginale possono essere di beneficio in molte pazienti. Per questo motivo molti medici prescrivono una terapia fisica specializzata con questa specifica finalità.
- Modifiche dietetiche e dello stile di vita: l'assunzione di alimenti ricchi di fibre aiuta a promuovere i movimenti intestinali e riduce la comparsa o evoluzione del disturbo.
- Estrogeni: la somministrazione intravaginale di estrogeni si è dimostrata una valida strategia di prevenzione dell'atrofia dei muscoli pelvici

### Trattamento chirurgico
L'intervento chirurgico di riparazione della parete vaginale anteriore può essere combinato con altre procedure operatorie che mirano alla riparazione di altri punti di supporto degli organi pelvici, ad esempio la riparazione antero-posteriore e la colporrafia anteriore. Il trattamento del cistocele spesso accompagna la più invasiva isterectomia. Poiché il tasso di fallimento nella riparazione dei cistocele rimane elevato, talvolta può essere necessario un ulteriore intervento chirurgico. Le donne che necessitano di un intervento chirurgico di riparazione di un cistocele hanno il 17% di possibilità di aver bisogno di un'altra operazione nell'arco dei successivi dieci anni.
Il trattamento chirurgico del cistocele dipende dalla causa del difetto e dal fatto che si verifichi nella parte superiore (apice), nella parte centrale o inferiore della parete vaginale anteriore. Il tipo di intervento dipende anche dal tipo di danno che si instaura tra le strutture di supporto e la parete vaginale. Una delle riparazioni chirurgiche più comuni è la colporrafia.
Questa procedura chirurgica consiste nel far eseguire un piegamento longitudinale al tessuto vaginale, suturandolo quindi in questa posizione e creando così un punto di resistenza più forte al tentativo di intrusione della parete vescicale. Talvolta il chirurgo utilizza una rete chirurgica con il fine di rafforzare la parete vaginale anteriore. Questa procedura ha un tasso di errore del 10-50%. In alcuni casi la stessa rete chirurgica viene utilizzata per rinforzare la riparazione appena eseguita.
Durante l'intervento chirurgico, la riparazione della parete vaginale consiste nell'eseguire una plicatura e quindi nel suturare il tessuto esistente tra la vagina e la vescica con il fine di rafforzarlo. Questo procedura rinforza gli strati di tessuto e così promuove il riposizionamento degli organi pelvici nella loro sede naturale. L'intervento chirurgico fornisce anche più supporto per la vescica.
L'intervento può essere eseguito in anestesia generale o anche in anestesia locale ed epidurale, da parte di un chirurgo specializzato in ginecologia, in regime di ricovero ospedaliero. I tempi di recupero possono variare da quattro a sei settimane.
L'intervento oltre che con chirurgia tradizionale vaginale può essere eseguito per via laparoscopica. Tuttavia in quest'ultimo caso la durata dell’intervento può variare da circa 90 minuti a oltre 3 ore: per questo motivo nelle pazienti anziani con co-patologie (ad esempio problemi cardio-respiratori) in genere si preferisce la tecnica tradizionale vaginale, in quanto eseguire l'intervento per via laparoscopica, per circa 3 ore e in posizione di trendelemburg, comporterebbe un rischio anestesiologico decisamente più elevato.
La sacrocolpopessi è una procedura chirurgica che consiste nell’ancorare l’utero e la vescica prolassati all’osso sacro. L'ancoraggio è garantito dall'impiego di una mesh (rete) che stabilizza la volta vaginale (cioè la porzione superiore della vagina). L'intervento di sacrocolpopessi richiede un'anestesia generale. Questa procedura è spesso scelta come trattamento per il cistocele, soprattutto se interventi precedenti non hanno avuto successo. Il tasso di successo di questa procedura si aggira intorno al 90% e inoltre è gravato da un minor rischio di recidiva di cistocele.
Alcune donne, in genere donne anziane che scelgono di non volere più avere rapporti sessuali per via vaginale, scelgono di sottoporsi ad un intervento chirurgico che comporta la chiusura della vagina. Questo intervento, chiamato colpocleisi, tratta il cistocele attraverso la chiusura dell'apertura vaginale.
Spesso il trattamento chirurgico viene preceduto dalla somministrazione per via vaginale di estrogeni. La somministrazione intravaginale di estrogeni rafforzare il tessuto vaginale (come confermato dall'aumento dello spessore vaginale dopo la terapia ormonale), fornendo così un risultato più efficace quando si deve ricorrere all'utilizzo di reticelle o punti di sutura per la riparazione.

### Complicanze postchirurgiche
- Effetti collaterali o reazioni all'anestesia
- Emorragia
- Infezione
- Rapporto sessuale doloroso
- Incontinenza urinaria
- Costipazione
- Lesioni della vescica
- Lesioni uretrali
- Infezione delle vie urinarie
- Erosione vaginale dovuta alla mesh (rete)

### Istruzioni post dimissione e follow-up
Dopo l'intervento chirurgico, la paziente deve essere istruita a limitare le sue attività fisiche e monitorarsi periodicamente alla ricerca di eventuali segni di infezione (ad esempio una temperatura corporea elevata, perdite vaginali dall'odore sgradevole, dolore addominale/pelvico ricorrente o costante. I medici consigliano di evitare di starnutire o tossire eccessivamente e di intraprendere adeguate misure contro la stitichezza. Una leggera pressione addominale quando si tossisce fornisce supporto all'area sottoposta ad intervento e riduce il dolore associato alla tosse.

## Prevenzione
Il cistocele può manifestarsi in modo lieve, tale da non causare sintomi problematici per una donna. In questo caso, è opportuno agire per evitare che il disturbo peggiori ulteriormente. È pertanto opportuno:
- Smettere di fumare
- Perdere peso
- Agire per il rafforzamento del pavimento pelvico
- Trattare un'eventuale tosse cronica
- Mantenere sane e adeguate abitudini intestinali: 
  - Mangiare cibi ricchi di fibre
  - Evitare la stitichezza e sforzi di defecazione eccessivi